# Liste der Kunstwerke im öffentlichen Raum in Niederösterreich/Industrieviertel
Die Liste der Kunstwerke im öffentlichen Raum in Niederösterreich enthält die von der Niederösterreich Kultur gelisteten und realisierten Kunstwerke im öffentlichen Raum (Public Art) in Niederösterreich, so sie sich nicht nur temporär im öffentlichen Raum befinden. Aus technischen Gründen ist die Gesamtheit der Kunstwerke auf die vier Viertel aufgeteilt. Hier die Kunstwerke im Industrieviertel einschließlich Wiens.
Seit den 1980er Jahren entstehen in Niederösterreich künstlerische Projekte im öffentlichen Raum. Eine Fachjury empfiehlt österreichische und internationale Künstler, Designer und Architekten. Bis Anfang 2013 wurden rund 500 Arbeiten realisiert. Bis 2011 sind diese in mehreren Bänden Veröffentlichte Kunst dokumentiert.

## Kunstwerke
Die Liste repräsentiert den Stand vom 19. Juli 2023.[veraltet] Die Schreibweise der Namen richtet sich nach der Quelle, die Sortierung erfolgt nach dem Ort / der Gemeinde.
| Foto |                 | Name                                                                                          | Typ | Standort                                          | Künstler                                | Datierung   | Beschreibung | Metadaten                  |
| --- | --------------- | --------------------------------------------------------------------------------------------- | --- | ------------------------------------------------- | --------------------------------------- | ----------- | --- | -------------------------- |
| BW | Datei hochladen | Beleuchtungskonzept für den Skulpturenweg in Baden ID: 31                                     |     | Baden Standort                                    | PRINZGAU/podgorschek                    | 1998        | Ein „Leitsystem“ soll einzelne Kunstwerke, die sich im Badener Außenraum bzw. in öffentlichen Gebäuden befinden, beleuchten und beschriften. Die in verschiedenen Farbtönen gehaltenen Betonzylinder weisen eine Beschriftung der Werke auf und machen in der Nacht eine Lichtspur sichtbar. | Standort: Industrieviertel |
| ja | Datei hochladen | Lichtskulptur vor der Bezirkshauptmannschaft Baden ID: 46                                     |     | Baden Standort                                    | Evelyne Egerer                          | 1996        | Eine Fontäne aus Beton steigt steil vor der Bezirkshauptmannschaft in Baden, einer Stadt die ihren Namen aus der Heilkraft des Wassers abgeleitet hat, auf und bricht in der Höhe von 14 Metern. Bei Nacht wird sie zu einer Lichtskulptur mit 60 Leuchtstoffröhren in blau und grün. | Standort: Industrieviertel |
| ja | Datei hochladen | Objekt im Gutenbrunner Park in Baden ID: 55                                                   |     | Baden Standort                                    | Tomas Hoke                              | 1995        | Der Wagen, so der Titel des Objekts aus Chrom-Nickelstahl, ist der Form eines Pfluges nachempfunden. Als ein Relikt aus der Landwirtschaft, aus seinem gewohnten Umfeld entfernt, steht er auf einer Wiese in einem Park und spielt hier auf den menschlichen Drang, die Natur zu kultivieren, an. | Standort: Industrieviertel |
| BW | Datei hochladen | Wandgestaltung in der Volksschule Baden/Weikersdorf ID: 59                                    |     | Baden Standort                                    | Peter Kogler                            | 1997        | Peter Kogler entsprach dem Wunsch nach einer textilen Wandgestaltung im Zubau der Volksschule mit einer über zwei Geschoße reichenden Wandbespannung. Auf dieser sind, bandartig ineinander verflochten, verschiedene seriell multiplizierte Standbilder aus dem Kinderfernsehen zu sehen. | Standort: Industrieviertel |
| ja | Datei hochladen | Stele im Gutenbrunner Park in Baden ID: 125                                                   |     | Baden Standort                                    | Marianne Maderna                        | 1994–1995   | Die mit Grünpatina überzogene Bronzeskulptur wurde Jahre vor ihrer Aufstellung konzipiert. Nun steht im Herzen einer Baumgruppe des Gutenbrunner Parks. Dort soll die skizzenhafte Plastik nicht die Natur zitieren, sondern sich in ihrer Künstlichkeit behaupten. | Standort: Industrieviertel |
| BW | Datei hochladen | Wand- und Bodengestaltung in der Kaiser Franz Joseph-Schule in Baden ID: 142                  |     | Baden Standort                                    | Eva Wohlgemuth                          | 1995        | 11 Fotos zeigen im 1:1 Format Bodensituationen an einem Feldrand in Baden. Die Fotos tragen genaue Orts- und Koordinatenangaben. In den Boden der Eingangshalle und der Aula wurden Steinplatten mit den Koordinaten der Betrachter eingelassen. | Standort: Industrieviertel |
| ja | Datei hochladen | Medienskulptur im Gutenbrunnerpark in Baden ID: 259                                           |     | Baden Standort                                    | Elisabeth Schafzahl                     | 2000        | Das Objekt mit dem Titel Be-sitz-objekt steht auf einer Wiese am Rand eines Weges. In einen Betonquader, der als Sitzbank dienen kann, wurden drei mit einer externen Kamera verbundene Monitore eingelassen. Die Kamera zeichnet das Objekt und seine Umgebung auf. So sieht sich der Sitzenden selbst. | Standort: Industrieviertel |
| ja | Datei hochladen | Stele im Gutenbrunner Park in Baden ID: 274                                                   |     | Baden Standort                                    | Barbara Szüts                           | 1997        | Die symmetrische Form der verzinkten Stahlstele geht auf die graphische Darstellung eines Moduls der kleinsten Teilchenbewegungen zurück. Der Titel Modul B 97 steht für Modul Baden 1997. Die gezackte Kontur vermittelt, dass auch die kleinsten Bestandteile und Vorgänge der Natur Schutz brauchen. | Standort: Industrieviertel |
| BW | Datei hochladen | Lichtprojekt für den Bahnhof Baden bei Wien ID: 542                                           |     | Baden Standort                                    | Brigitte Kowanz                         | 2004–2005   | Mit seinem Aufstellungsort auf dem Platz vor dem Bahnhof in Baden nimmt das Lichtobjekt ANOTHER TIME ANOTHER PLACE auf Konditionen des Reisens wie Orts- und Zeitverschiebungen, Abfahren oder Ankommen Bezug. Je nach Standpunkt ist jeweils ein Teil der Leuchtschrift spiegelverkehrt installiert. | Standort: Industrieviertel |
| ja | Datei hochladen | Lebe den Tag ID: 855                                                                          |     | Baden Standort                                    | Jakob Lena Knebl                        | 2014        | | Standort: Industrieviertel |
| ja | Datei hochladen | COUNTERPOLES / WIDERSTÄBE ID: 907                                                             |     | Baden Standort                                    | Peter Kozek                             | 2017        | | Standort: Industrieviertel |
| BW | Datei hochladen | Lichtprojekt im Landespensionistenheim Berndorf ID: 22                                        |     | Berndorf Standort                                 | Brigitte Kowanz                         | 1998        | Der Bereich des Eingangs und der Cafeteria wird an zwei Seiten von Glaswänden begrenzt. Die Glasflächen sind in verschiedenen Farb- und Transparenzwerten gehalten. Eine Glasfläche mit einer Glühbirne, deren Umriss im Glas eine Öffnung bildet, gibt den Blick auf einen TV-Monitor frei. | Standort: Industrieviertel |
| ja | Datei hochladen | Teilung eines Würfels [01] ID: 817                                                            |     | Breitenfurt bei Wien Standort                     | Heliane Wiesauer-Reiterer               | 2005–2012   | Der Titel der achtteiligen Steinskulptur Teilung eines Würfels [01] informiert in aller Sachlichkeit über deren äußere Umstände: Heliane Wiesauer-Reiterer ließ aus dem Urgestein in Prägraten (Osttirol) einen Würfel aus Serpentinit von einem Kubikmeter Größe herausschneiden und durch nur drei zentrierte Schnitte in acht Kuben zu je 50 × 50 × 50 Zentimeter zerteilen. | Standort: Industrieviertel |
| BW | Datei hochladen | Vitrinenkonzept für die Bezirkshauptmannschaft Bruck/Leitha ID: 35                            |     | Bruck an der Leitha Standort                      | Wolfgang Schrom                         | 1998        | Wolfgang Schrom hat die Geschichte der antik-römischen Siedlungsperiode des Ortes und seiner Umgebung neu inszeniert. Bodenfunde archäologischer Grabungen wurden in Vitrinen außen vor der Bezirkshauptmannschaft und im Gebäude installiert. | Standort: Industrieviertel |
| BW | Datei hochladen | Langsames Licht / Slow Light ID: 1068                                                         |     | Bucklige Welt Standort                            | Siegrun Appelt                          | 2021        | | Standort: Industrieviertel |
| ja | Datei hochladen | Skulpturengruppe in Ebenfurth ID: 122                                                         |     | Ebenfurth Standort                                | Ljubomir Levacic                        | 1994        | Die Skulpturengruppe besteht aus acht säulenartigen Objekten von 2,40 m Höhe, vier in Ebenfurth und vier in Wiener Neustadt. Die simulierten Zeichen von Zerstörung sind Symbole der Vergänglichkeit von Städten, in der die Säulen als Fragmente verbleiben. | Standort: Industrieviertel |
| BW | Datei hochladen | Brunnen am Marktplatz in Edlitz ID: 164                                                       |     | Edlitz Standort                                   | Alois Lindenbauer                       | 1992        | Die Brunnenskulptur auf dem Marktplatz von Edlitz besteht aus zwei übereinander geschichteten Steinblöcken. Teils sind ihre Oberflächen fein geschliffen, teils sind sie roh belassen. Das Wasser rinnt aus dem Raum zwischen den beiden Steinen über kleine Vertiefungen in der Oberfläche ins Freie. | Standort: Industrieviertel |
| BW | Datei hochladen | Innenhof bei der Hauptschule in Edlitz ID: 202                                                |     | Edlitz Standort                                   | Alois Lindenbauer                       | 1990        | Torstein – Graslinien – Sitzstein Stehen – Bewegen – Sitzen | Standort: Industrieviertel |
| BW | Datei hochladen | Installation im Rathaus Enzesfeld-Lindabrunn ID: 445                                          |     | Enzesfeld-Lindabrunn Standort                     | Leo Schatzl                             | 2001–2022   | Stein006 ist ein Resultat der Beschäftigung des Künstlers mit der Raumwirkung von Gegenständen. Das Bild zeigt zwei seitlich verschobene, in Komplementärfarben übereinander gedruckte Perspektiven eines Gegenstandes. Durch eine Farbfilterbrille betrachtet, erscheint dieser Gegenstand räumlich. | Standort: Industrieviertel |
| ja | Datei hochladen | Arbeite nie ID: 835                                                                           |     | Gramatneusiedl Standort                           | Linda Bilda                             | 2013–2015   | Die Plexiglas-Tafeln wurden an insgesamt fünf Standorten aufgestellt und beziehen sich auf die Studie Die Arbeitslosen von Marienthal. 2015 komplimentiere die Künstlerin den Parcours durch das historische Ortsgefüge durch drei weitere Verweistafeln. | Standort: Industrieviertel |
| ja | Datei hochladen | Projekt für das Landeskrankenhaus Grimmenstein ID: 77                                         |     | Grimmenstein Standort                             | Michael Zinganel                        | 1996–1997   | Der Architekt und Künstler lehnte es ab, einen künstlerischen Beitrag für ein Gebäude zu entwerfen, das nicht seinen Vorstellungen entsprach und entschied sich zu einem Eingriff in den Bau selbst, indem er die unterschiedlichen Funktionsbereiche des Hauses in der Fassadengestaltung sichtbar machte. | Standort: Industrieviertel |
| BW | Datei hochladen | Sonnenuhr beim Kindergarten Grub i. Wienerwald ID: 220                                        |     | Grub im Wienerwald (Gemeinde Wienerwald) Standort | Eva Werdening-Ceru                      | 1990        | Sonnenuhr Bespielbares Kunstwerk – Bewusstseinsbildung bezüglich: Sonne • Erde • Weltraum Tageszeit • Jahreszeit Licht • Dunkel • Schatten Kälte • Wärme • Energie Himmelsrichtung | Standort: Industrieviertel |
| [[Vorlage:Bilderwunsch/code!/C:47.87696,15.91201!/D:Form als Möglichkeit zum Dialog Skulptur beim Landespflegeheim Gutenstein!/\|BW]] | Datei hochladen | Form als Möglichkeit zum Dialog Skulptur beim Landespflegeheim Gutenstein ID: 821             |     | Gutenstein Standort                               | Robert Reszner                          | 2012        | | Standort: Industrieviertel |
| ja | Datei hochladen | Die Baubesprechung ID: 853                                                                    |     | Hainburg an der Donau Standort                    | Iris Andraschek & Hubert Lobnig         | 2013        | | Standort: Industrieviertel |
| BW | Datei hochladen | Herzlich willkommen! ID: 853                                                                  |     | Hainfeld Standort                                 | Kateřina Šedá                           | 2021        | | Standort: Industrieviertel |
| ja | Datei hochladen | Gedächtniskapelle für den heiligen Vinzenz in Hernstein ID: 430                               |     | Hernstein Standort                                | Jutta Goessler                          | 2002        | Zum Bau der Kapelle für die letzten Pecher in Hernstein ließ die Architektin Schwarzkieferholz verwenden. In eine Wand wurden das Bild des heiligen Vinzenz, des Schutzpatrons der Pecher und Holzknechte, und die übereinander gelagerten Porträts der Pecher in Form von farbigen Gläsern eingearbeitet. | Standort: Industrieviertel |
| BW | Datei hochladen | Projekt bei der Kulturwerkstätte in Hof am Leithaberge ID: 362                                |     | Hof am Leithaberge Standort                       | the next ENTERprise – mit Florian Haydn | 1999        | Anstelle eines Zaunes haben die Architekten einen begehbaren Weg aus Stahlbeton-Brunnenringen geschaffen. Anstatt in der Erde sind die innen beleuchteten Betonringe auf der Erdoberfläche angeordnet. Sie sind mit licht- und blickdurchlässigen Zwischenräumen versehen. | Standort: Industrieviertel |
| ja | Datei hochladen | Skulptur für einen Platz in Leobersdorf ID: 700                                               |     | Leobersdorf Standort                              | Manfred Wakolbinger                     | 2009        | Die Skulptur mit dem Titel Rendez-vous – ein Hinweis auf die Kommunikation zwischen Werk und Betrachter – gehört zu einer neuen Werkgruppe des Künstlers, die Placement heißt. Es handelt sich um futuristische Objekte, die zunächst am Computer entstehen: elegante mattgrau, rosa oder lichtblau lackierte Metallkonstruktionen, die die Formensprache des Modernismus mobilisieren. | Standort: Industrieviertel |
| BW | Datei hochladen | Lichtbänke in Lindabrunn ID: 627                                                              |     | Lindabrunn Standort                               | Francesco Mariotti                      | 2007        | Die zwei Bänke aus Chromnickelstahl und Glasbausteinen bei der Wohnhausanlage NÖ Süd entpuppen sich in der Dunkelheit als Lichtskulpturen. Versehen mit jeweils 84 roten, grünen und blauen Leuchtdioden und einer elektronischen Steuerung wechseln sie in programmierbaren Intervallen die Farbe. | Standort: Industrieviertel |
| BW | Datei hochladen | Wandgestaltung für das Krankenhaus Mödling ID: 121                                            |     | Mödling Standort                                  | Robert Lettner                          | 1994        | In drei Etagen des Stiegenhauses setzt der Künstler eine weiße, scherenschnittartige abstrakte Form in ein dreiteiliges flächiges Farbfeld und schafft eine lebendige Raum- und Bewegungsillusion. | Standort: Industrieviertel |
| BW | Datei hochladen | Projekt in der Volksschule Mödling ID: 140                                                    |     | Mödling Standort                                  | Herwig Turk                             | 1995        | Das Objekt zeigt mittels Bewegungsmelder alle Bewegungsabläufe in der Schule auf einer digitalen Anzeigetafel in Form von geometrischen Formen, die leuchten, an. Die Arbeit soll einen Zusammenhang zwischen Schulalltag und Kunst herstellen. | Standort: Industrieviertel |
| | Datei hochladen | Fotoarbeiten im Landeskrankenhaus Mödling ID: 150                                             |     | Mödling                                           | Susanne Gamauf                          | 1992        | In der Cafeteria wurde ein 20 Meter langer Fries aus s/w Fotografien und Monotypien installiert, im Windfang zu einem Tafelbild zusammengefügt. Die Arbeit trägt den Namen Dynamismus, laut Duden die Lehre vom Leben als einem Kräftespiel. Im Zuge von Umbauarbeiten wurden die Arbeiten wieder entfernt. | Standort: Industrieviertel |
| BW | Datei hochladen | Altarraum im Landespensionistenheim Mödling ID: 161                                           |     | Mödling Standort                                  | Brigitte Kowanz                         | 1992        | Der halbkreisförmige Altarraum wurde durch eine zentrierende, in Streifen angelegten Wandmalerei in Gelb- und Grautönen hervorgehoben. Zudem entwarf die Künstlerin Kreuz, Altartisch und Tabernakel als variabel beleuchtbare Konstruktionen aus Stahl und blauem, sandgestrahltem Glas. | Standort: Industrieviertel |
| ja | Datei hochladen | Brunnen bei der Bezirkshauptmannschaft Mödling ID: 162                                        |     | Mödling Standort                                  | Richard Künz                            | 1992        | Zwei gestalterische Eingriffe bestimmen die Vorplatzgestaltung: Seitlich, unter einem Baum wurde ein abgewandelter Bronzeguss eines alten Handbrunnens positioniert. In der Mitte wurde ein Brunnen mit einer an Installationsrohre erinnernden Skulptur errichtet, aus der das Wasser ins Freie schießt. | Standort: Industrieviertel |
| ja | Datei hochladen | Brunnen vor der Höheren Lehranstalt für Mode- und Bekleidungstechnik Mödling ID: 215          |     | Mödling Standort                                  | Bernhard Tragut                         | 1989        | Die Ziegel vom alten Gebäude der Lehranstalt wurden zu Stufen vergrößert, die einen großen Suppenteller stützen. In dessen Mitte wird ein Pärchen, voneinander abgewandt, von einer blauwässrigen Säule auf eine sehr kleine Plattform erhoben. Beide sind in Absprungpose, jedoch zögernd, denn das Becken, in das gesprungen wird, ist verdammt klein und wird noch dazu von einem gefährlichen Raubfisch bewacht. | Standort: Industrieviertel |
| ja | Datei hochladen | Coming home Fassadengestaltung beim Landespflegeheim Mödling ID: 838                          |     | Mödling Standort                                  | Adriane Wachholz                        | 2013 - 2016 | | Standort: Industrieviertel |
| BW | Datei hochladen | Wandmalerei im Landespensionistenheim Neunkirchen ID: 12                                      |     | Neunkirchen Standort                              | Gunter Damisch                          | 1998        | Gunter Damisch hat für das Landespensionistenheim Neunkirchen ein 260 × 800 cm großes Ölgemälde geschaffen. Die Arbeit umfasst die große Wand neben dem Eingang und ist auf die zentrale Halle ausgerichtet. Eine in der Wand befindliche Tür wird von dem Bild umschlossen, ein Wandknick mitgenommen. | Standort: Industrieviertel |
| BW | Datei hochladen | Gestaltung in der Landeskrankenpflegeschule Neunkirchen ID: 68                                |     | Neunkirchen Standort                              | Werner Rischanek                        | 1998        | Die sieben Öl-Eitempera-Bilder mit dem Thema Zur Heiligen Hochzeit sind im Atelier entstanden und wurden auf eigens montierte Platten geklebt und so in die Wand integriert. Jedes Bild hat das Format 160 × 85 cm. Mit einem Abstand von jeweils 12 cm ergibt sich eine Breite von über sechs Metern. | Standort: Industrieviertel |
| BW | Datei hochladen | Installation für die Landesberufsschule Neunkirchen ID: 547                                   |     | Neunkirchen Standort                              | Olaf Nicolai                            | 2005        | Die sechs Meter lange und ein Meter hohe Uhr mit achtstelliger digitaler Anzeige auf dem Dach der Landesberufsschule gibt die Zeit bis zu Hundertstelsekunden an. Damit spielt der Künstler auf die Möglichkeit der Darstellung von immer kleineren Maßeinheiten und der gegenläufigen Fähigkeit des Menschen diese unmittelbar wahrzunehmen an. | Standort: Industrieviertel |
| BW | Datei hochladen | Masse der Klasse ID: 934                                                                      |     | Neunkirchen Standort                              | Elvedin Klačar                          | 2016        | | Standort: Industrieviertel |
| BW | Datei hochladen | Plastik bei der Volks- und Hauptschule Payerbach ID: 112                                      |     | Payerbach Standort                                | Franz Katzgraber                        | 1995        | Franz Katzgraber für den Vorplatz der Schule eine abstrakte Skulptur geschaffen, deren Form von den menschlichen Proportionen abgeleitet ist. Das Emporstreben symbolisiert die Lebenskraft des Menschen, die Schnittflächen seine Verletzbarkeit. | Standort: Industrieviertel |
| BW | Datei hochladen | Glasgemälde für die Kapelle des Landespensionistenheims in Pottendorf ID: 65                  |     | Pottendorf Standort                               | Max Melcher                             | 1994        | Max Melcher hat für die Kapelle des Landespensionistenheims ein Altarbild aus Glas und Beton geschaffen, dem Überlegungen über das Kreuz Jesu und dem Auge Gottes im sakralen Zentrum zu Grunde liegen. Auge und Kreuz werden in stilisierter Form im Bild übereinander gelagert. | Standort: Industrieviertel |
| BW | Datei hochladen | Volksschule Pottenstein ID: 201                                                               |     | Pottenstein Standort                              | Robert Lettner                          | 1990–1991   | Die Grundidee des Entwurfs für die Wandgestaltung der Innenräume beruht auf zwei Ebenen. Erstens versuchte Robert Lettner eine Zusammenführung zwischen dem Altbestand (Volksschule im klassizistischen Stil) und dem Zubau (im Neubaustil) zu finden, indem er das klassizistische Gesimse im Zubau als Zitat in seine künstlerischen Überlegungen einplante. Zweitens handelt es sich bei den Bildern um Kompositionen zum Thema Die Zeichen der Zeit, Signale, Fahnen, Symbole, Schriften, Hieroglyphen, Codes. Es sind Erzählungen gesetzmäßiger Abläufe, von Kontrapunkten durchsetzte Gefühle, Farbabläufe, Farbräume, Landschaft und Ornamente. | Standort: Industrieviertel |
| BW | Datei hochladen | Skulptur vor dem Gesundheitsresort Raxblick in Prein an der Rax ID: 690                       |     | Prein an der Rax Standort                         | Karl-Heinz Klopf                        | 2010        | Die Skulptur mit dem Titel Halm kann als eine symbolische Geste der Rückgewinnung von Natur innerhalb eines architektonischen Ambientes verstanden werden. Gleichzeitig dient das stelenartige, leicht gebogene Objekt aus Metall als Beleuchtungskörper und mit seinen zwei Sitzbänken als Treffpunkt für Kurgäste. | Standort: Industrieviertel |
| BW | Datei hochladen | Objekt in der Landschaft von Prigglitz ID: 73                                                 |     | Prigglitz Standort                                | Waltrud Viehböck                        | 1996        | Das Objekt mit Windmobilen wurde für die Ausstellung in der Landschaft von Prigglitz konzipiert. Zwei Rotoren aus je drei Flügeln bewegen sich im Wind gegenläufig. Jeder Flügel ist aus zwei Viertelkreisen zusammengesetzt, welche jeweils mit Segeltuch und mit Edelstahl-Drahtgitter bespannt ist. | Standort: Industrieviertel |
| ja | Datei hochladen | Installation in einer Wiese bei Prigglitz ID: 102                                             |     | Prigglitz Standort                                | Paul Feichter                           | 1994        | Kuh in der Käseglocke nennt der Künstler seine Installation, die die Natur in der Natur und die scheinbar intakte Welt des Ländlichen thematisiert. Die hölzerne Kuh in Lebensgröße im Pavillon ist ein Denkmal für die Natur. | Standort: Industrieviertel |
| BW | Datei hochladen | Hof beim neuen Stadtsaal ID: 189                                                              |     | Purkersdorf Standort                              | Wolf L. Haidinger                       | 1989        | Die Gestaltung des Hofes im Bereich des neuen Stadtsaales in Purkersdorf wurde unter den Gesichtspunkten geomantischer Zusammenhänge gestaltet, indem ein beim alten Gemeindeamt vorhandener geomantischer Energiepunkt, welcher in die feinstofflichen Kraftflüsse der Umgebung eingebunden ist, als Aufstellungsort für das Kunstwerk diente. | Standort: Industrieviertel |
| ja | Datei hochladen | Lichtobjekt bei der Haydn-Halle in Gerhaus ID: 32                                             |     | Rohrau, Gerhaus Standort                          | Werner Reiterer                         | 1999        | Ein überladend gestalteter Luster wurde aus seinem geschichtlich-architektonischen Kontext herausgelöst und auf dem Vorplatz der Haydn-Halle in Gerhaus aufgestellt. Das auffällige Lichtobjekt wird nur eingeschaltet, wenn im Haus eine Veranstaltung stattfindet. | Standort: Industrieviertel |
| BW | Datei hochladen | Eine Jahreszeiten-Sonnenuhr für Schottwien ID: 693                                            |     | Schottwien Standort                               | Renate Kordon                           | 2009        | Im Gegensatz zu einer herkömmlichen Sonnenuhr gibt die „Jahreszeiten-Sonnenuhr“ Aufschluss über die jeweilige Jahreszeit. Der Schatten, den die Sonne in den verschiedenen Jahreszeiten über eine gigantische Betonbrücken auf den Ort wirft, wurde genau vermessen und mit reflektierenden großen bunten Punkten auf der Hauptstraße markiert. | Standort: Industrieviertel |
| ja | Datei hochladen | Installation an einer Rolltreppe im Flughafen Schwechat ID: 52                                |     | Schwechat Standort                                | Fritz Grohs                             | 1998        | Die Wörter ON und AND stehen alternierend auf den Stirnseiten der Trittelemente einer Rolltreppe im internationalen Bereich des Flughafens. Das Alltagsobjekt Rolltreppe wird zum Symbol für den Kreislauf und der damit verbundenen ständigen Wiederholung. Der Titel der Arbeit ist On and on. | Standort: Industrieviertel |
| BW | Datei hochladen | Die Loos Schleuse ID: 1109                                                                    |     | Semmering Standort                                | Hannes Zebedin                          | 2021        | | Standort: Industrieviertel |
| BW | Datei hochladen | Wo wir stehen - weit entfernt ID: 1108                                                        |     | Semmering Standort                                | Mikhail Tolmachev                       | 2021        | | Standort: Industrieviertel |
| BW | Datei hochladen | Skulptur in Ternitz ID: 157                                                                   |     | Ternitz Standort                                  | Franz Katzgraber                        | 1979        | Die Skulptur aus Stahlblech mit dem Titel Gebündelte Formen V wurde 1979 geschaffen und für ihre Aufstellung angekauft. Durch das Betonen der Vertikale soll das Lebensbejahende zum Ausdruck kommen. Das Zerteilen und Aufreißen soll das Diabolische, den menschlichen Zerstörungsdrang, illustrieren. | Standort: Industrieviertel |
| BW | Datei hochladen | Gemeinschaftsraum der Landesberufsschule Theresienfeld ID: 47                                 |     | Theresienfeld Standort                            | Eichinger oder Knechtl                  | 1997        | Der Schulraum ist für gemeinschaftliches Studieren und Lesen, Diskutieren, Tanzen und Musikhören geeignet. Er bietet ein Maximum an Sitzplätzen und optimalen Bewegungsraum. Große Spiegelflächen speichern und reflektieren das Licht, das bei Tag durch breite Holzlamellen in den Raum gleitet. | Standort: Industrieviertel |
| BW | Datei hochladen | Projekt in der Landesberufsschule Theresienfeld ID: 446                                       |     | Theresienfeld Standort                            | Schuda/Schmeiser                        | 2004        | Die Künstler griffen das zentrale Thema der Handelsschule auf und installierten Wandbilder, die Situationen eines Supermarktes wiedergeben. Führt man den Barcode beliebiger Waren über den integrierten Supermarkt-Scanner, werden die Ziffernfolgen in jeweils anders klingende Tonfolgen übersetzt. | Standort: Industrieviertel |
| ja | Datei hochladen | Skulptur im Stadtraum von Traiskirchen ID: 45                                                 |     | Traiskirchen Standort                             | Michael Blank                           | 1996        | Die große Skulptur in Traiskirchen übersetzt die graphischen Arbeiten von Michael Blank ins Räumliche und trägt eine eigene tektonische Konstruktion vor. Sie gehört zu einer Werkgruppe des Künstlers, die um prinzipielle skulpturale Anliegen wie Statik, Materialien, Schwere und Raum kreist. | Standort: Industrieviertel |
| BW | Datei hochladen | Wandbild im Pensionistenheim in Vösendorf ID: 11                                              |     | Vösendorf Standort                                | Josef Dabernig                          | 1998        | Das computergenerierte und von hinten beleuchtete Wandbild im Pensionistenheim von Vösendorf zeigt den architektonischen Plan des Gebäudes und konfrontiert den Besucher mit der Abstraktion der gesamten Anlage. | Standort: Industrieviertel |
| BW | Datei hochladen | Mischla ID: 935                                                                               |     | Waldegg Standort                                  | Leni Hoffmann                           | 2016        | | Standort: Industrieviertel |
| BW | Datei hochladen | Teppich für den KUNST RAUM NOE ID: 537                                                        |     | Wien, Herrengasse 13 Standort                     | Michael Kienzer                         | 2005        | Es galt ein prägnantes künstlerisches Signal für den KUNST RAUM NOE im Außenraum zu setzen. Welcome heißt die Intervention in Form eines Teppichs, der zu temporären Anlässen ausgerollt werden kann und der in einer Reihe von Auseinandersetzungen des Künstlers mit der Bedeutung des Teppichs als Code für gesellschaftliche Übereinkünfte steht. | Standort: Wien             |
| BW | Datei hochladen | Pflanzen und Licht – Gemüse und Blumen, Raumkonzept für das Krankenhaus Wiener Neustadt ID: 9 |     | Wiener Neustadt Standort                          | Iris Andraschek                         | 1997–2023   | Das Raumkonzept für das Krankenhaus Wiener Neustadt besteht aus zwei Säulen mit Fotos von Pflanzenteilen und Wurzeln sowie einer Lichtinstallation, die bewegte Muster von Pflanzenblättern auf den Boden projiziert. | Standort: Industrieviertel |
| BW | Datei hochladen | Stele in der Bezirkshauptmannschaft Wiener Neustadt ID: 18                                    |     | Wiener Neustadt Standort                          | Birgit Jürgenssen                       | 1999        | Die 8 m hohe Säule ist zum einen Spiegel der unterschiedlichen Regionen und zum anderen ein zeichenhaftes Abbild der großen geologischen Entwicklungssprünge des Wiener Beckens. Um eine Eisenkonstruktion wurde eine Hülle aus Acrylglas mit verschiedenen Erdschichten aus der Region Wiener Neustadt gefüllt. | Standort: Industrieviertel |
| ja | Datei hochladen | Skulptur vor der Hauptschule Wiener Neustadt ID: 49                                           |     | Wiener Neustadt Standort                          | Werner Feiersinger                      | 1996        | Die blaue Eisenskulptur vor der Hauptschule in Wiener Neustadt lässt mit Kanten und Rundungen Räume und Zwischenräume sowie deren Verschränkungen entstehen. Von den Schülern wird sie zum Sitzen und zum Spielen benutzt. | Standort: Industrieviertel |
| ja | Datei hochladen | Skulpturengruppe bei der Militärakademie Wiener Neustadt ID: 123                              |     | Wiener Neustadt Standort                          | Ljubomir Levacic                        | 1994        | Die vier Säulen sind Zeichen für Zerstörung und Unperfektion, vor allem aber sind sie Mahnmale, die auf den zeitgleichen Krieg in Jugoslawien verweisen. Die Skulpturengruppe ergänzt die vier Säulen von Ebenfurth. | Standort: Industrieviertel |
| BW | Datei hochladen | Zugang zur Dreifachturnhalle in Wiener Neustadt ID: 190                                       |     | Wiener Neustadt Standort                          | Kurt Ingerl                             | 1990        | Die Halle wurde mit dem alten Schulgebäude durch einen unterirdischen Gang verbunden. Dieser Verbindungsgang wurde vom Künstler mit 24 computergenerierten, konstruktivistischen Spiegelbildern ausgestaltet. | Standort: Industrieviertel |
| BW | Datei hochladen | Gestaltung der Hospizräume im Landespensionistenheim Wiener Neustadt ID: 448                  |     | Wiener Neustadt Standort                          | Transparadiso                           | 2003        | Feinsinnige Eingriffe bestimmen die Gestaltung der Architekten. So entwarf man eine Lampe, die als „Lichtventilator“ bewegliche Lichtbilder auf den Boden zeichnet, ließ einen Parkettboden legen und konzipierte ein Sitz- und Stereomöbel, von dem aus man Vögel in einem Vogelbad beobachten kann. | Standort: Industrieviertel |

## Quelle
- Kunst im öffentlichen Raum Niederösterreich (Stand: 1. Jänner 2016)
- Katalog Kunst im öffentlichen Raum Niederösterreich. (csv) Land Niederösterreich, 28. Juni 2013, abgerufen am 4. August 2015 (Lizenz: Creative Commons Namensnennung 3.0 Österreich).